# Editors
Editors é uma banda britânica de indie rock de Birmingham, Inglaterra cujos membros se conheceram na Universidade de Staffordshire. Estes são Tom Smith (letrista/vocalista/guitarrista), Chris Urbanowicz (guitarrista), Russ Leetch (baixista) e Ed Lay (baterista). O som radical e enérgico da banda é frequentemente comparado ao de bandas como U2, Joy Division, The Smiths, Echo and the Bunnymen, Kitchens of Distinction, The Chameleons e Interpol.
O grupo nem sempre teve este nome, eram conhecidos como The Pride, antes de modificarem a formação e começarem a chamar-se Snowfield, tornando-se numa banda popular sem contrato. Mantiveram o nome até assinarem com a Kitchenware Records em setembro de 2004.
O seu primeiro single "Bullets", lançado em edição limitada de 500 cópias na mesma editora a 24 de janeiro de 2005, rapidamente ganhou o apoio das estações de rádio britânicas, como a Xfm e 6 Music. A sua popularidade foi aumentando conforme outros singles eram editados, conquistando cada vez mais fãs.
O álbum de estreia, The Back Room, foi lançado em 25 de julho de 2005, e foi aplaudido pela crítica.
Nos Estados Unidos da América, foi apenas em 2006, quando do lançaram o single "Munich", que a banda começou a ser bem recebida por diversas rádios americanas de música indie, o que fez crescer a sua fama. Isto possibilitou a participação da mesma em variados festivais americanos em 2006. A banda actuou no Late Night with Conan O’Brien a 30 de março do mesmo ano.
A estreia da banda em Lisboa deu-se no dia 7 de junho, no afamado festival Super Bock Super Rock, com uma actuação aplaudida não só pelos que assistiram mas também pela crítica.
EDITORS 2012
A banda postou no 16 de abril de 2012 em seu site oficial uma nota dizendo que o guitarrista  
Chris Urbanowicz não fazia mais parte da banda e que seguiriam caminhos diferentes:
"Em publicação no seu site oficial, os Editors explicam:Numa decisão inteiramente baseada na futura direção musical, e com uma profunda tristeza, os Editors e Chris Urbanovicz anunciam que se separaram. Em dez anos, passámos de atuar em pequenos clubes em Birmingham para esgotar grandes concertos pelo mundo, esta foi uma decisão dolorosa de tomar para todos nós. Desejamos toda a sorte ao Chris para o seu futuro e esperamos que todos vocês também o façam. A separação é amigável e por muito tristes que estejamos agora, esperamos continuar a ser amigos por muitos anos"
Tom Smith, Russ Leetch e Ed Lay formam agora os Editors, que trabalham nesta altura com o produtor Flood no quarto álbum da banda que tem previsão ainda para 2012.

## Discografia

### Álbuns de estúdio
- The Back Room - (2005)
- An End Has a Start - (2007)
- In This Light And On This Evening - (2009)
- The Weight Of Your Love - (2013)
- In Dream - (2015)
- Violence - (2018)

### EP
- Snowfield Demo EP - (2003)

### Compactos
- "Bullets"  - 2005
- "Munich" - 2005
- "Blood"- 2005
- "Munich" (relançamento) - 2006
- "All Sparks" - 2006
- "Blood" (relançamento) - 2006
- "Smokers Outside the Hospital Doors" - 2007
- "An End Has A Start" - 2007
- "Racing Rats" - 2007
- "Push Your Head Towards The Air" - 2008
- "Bones" - 2008